# Deuxième mode
 (août 2020).
Si vous disposez d'ouvrages ou d'articles de référence ou si vous connaissez des sites web de qualité traitant du thème abordé ici, merci de compléter l'article en donnant les références utiles à sa vérifiabilité et en les liant à la section « Notes et références ».
Dans le cadre théorique de l'octoéchos, le deuxième mode du chant grégorien est caractérisé par une finale en ré (mode protus), qui sert également de teneur et autour de laquelle la mélodie peut faire des développements, et une teneur psalmodique à la tierce, sur le fa (mode plagial).
Le deuxième mode est traditionnellement qualifié de tristis, c’est-à-dire triste ou mélancolique.
Sur le plan modal, le deuxième mode n'est pas homogène, mais regroupe des pièces de deux types modaux assez différents (et même trois, si l'on y ajoute le mode primitif en ré).

## Teneursréetfa
Le deuxième mode utilise normalement deux teneurs :
- L'une sur le ré, qui sert de finale ;
- L'autre sur le fa, une tierce mineure plus haut.

Son type modal est donc « AC », ou « AC* » (voir modalité grégorienne).
Ces deux teneurs sont habituellement transcrites par ré et fa, la notation sur la et do n'étant pas canonique dans le cadre de l'octoéchos. Le si grave (tierce inférieure de la teneur ré) est généralement absent. Cependant, quand il est présent, il s'agit d'un si bémol, par sa relation de quinte avec la teneur supérieure sur fa. Ces pièces sont alors nécessairement transcrites en La (modalité de type « 2B »), suivant une formule modale de type CAC.

## Teneurréavec broderies sur lefa
Le deuxième mode regroupe quelques pièces où la montée sur le fa ne semble pas développer une véritable teneur : l'Alléluia Eripe me (ix° D.P.P.), ou le Répons Emendemus in melius (Mercredi des cendres) sont plutôt de type mode primitif en ré.
Dans ces pièces, le fa ne présente pas les caractéristiques habituelles d'une teneur (récitatifs, broderies supérieures et inférieures).
L'introït Dominus dixit ad me (Noël, messe de minuit), ci-contre, est un bon exemple de ce type A* : les accumulations de notes sur le fa correspondent à des tristrophæ, des trigons, et finalement le Fa ne développe pas de caractéristique propre d'une teneur, mais n'intervient que comme broderie supérieure du ré, faite à la tierce.

## Teneursréetsol
Certaines pièces du deuxième mode sont d'un type modal différent :
- La teneur finale sur ré est bien développée ;
- La teneur supérieure se place sur le sol, à la quarte supérieure.

Ce type de pièce correspondant à la formule modale « AqA » (voir modalité grégorienne).
Il apparaît notamment dans la mélodie-type ci-dessous, très fréquente dans l'antiphonaire.
Ce mode bipolaire est une extension du mode mode primitif « en ré » (teneur supérieure sur sol), pour lequel la note d'appui inférieure, placée à la quarte, est également développée par une teneur de type « en ré ». L'appui inférieur peut n'être pas totalement développé, comme dans l'exemple ci-dessous (Ps. 50:10)
Ce type modal est normalement classé avec le deuxième mode, mais on en rencontre parfois dans le premier mode. Par ailleurs, il est souvent transposé en la, et sa corde récitative sur le ré conduit à l'associer avec des psalmodie du quatrième mode, de type 4A.
Ce type AqA reste relativement fréquent dans le répertoire orné, où la teneur inférieure prend systématiquement une forme A*, c’est-à-dire qu'elle joue sur des broderies supérieures à la tierce. On le retrouve dans la mélodie-type de l'Alléluia Dies sanctificatus (Noël), Vidimus stellam ejus (Epiphanie), Inveni David. L'Alléluia Dominus regnavit (Noël, aurore) est de ce type, mais paraît un peu corrompu.
Dans cette forme A*qA, les broderies supérieures du Ré prennent souvent la forme de successions de distrophæ et tristrophæ, ce qui peut donner l'impression d'une teneur sur le fa de type C*.
Dans l'exemple ci-contre (Vidimus stellam ejus de l'Epiphanie), la dernière incise pourrait être interprétée comme un premier mode classique, avec teneur sur fa et la, et retour sur le ré grave. C'est l'ensemble de la pièce qui montre que le sol joue un rôle de teneur, ce que l'on peut constater sur la finale de l'Alléluia et son mélisme, la syllabe accentuée de vidimus, celle de ejus à la ligne suivante: ces passages sont incompatibles avec la structure modale du premier mode. Ils justifient que les récitatifs de la dernière incise soient interprétés comme des récitatifs d'attente, par rapport à l'ambiance modale construite par le reste de la pièce.

## Formules atypiques
Les pièces atypiques sont relativement rares.
- La communion Cantabo Domino (iii D.P.P.) semble avoir subi dans l'édition vaticane un effondrement d'un ton de son introduction, le graduel dominicain en donne une version beaucoup plus plausible et conforme au type modal.
- La communion Ego sum pastor bonus (ii° D.P.) suit une teneur sur le mi et est globalement de type BA (quatrième mode), mais sa finale est sur la note de cadence, ce qui la classe accidentellement dans le deuxième mode.